# Batalla de Hernani

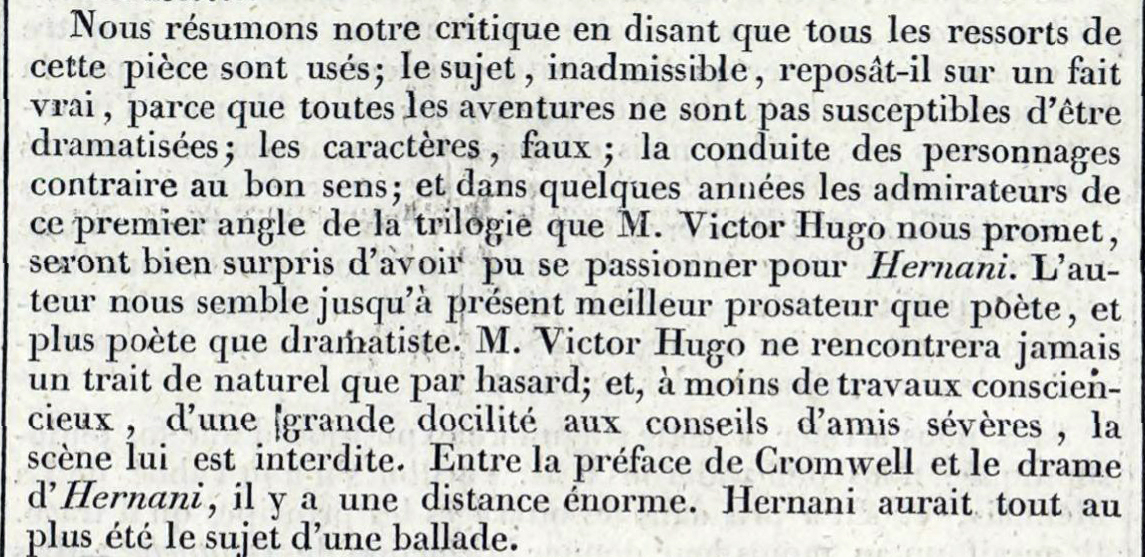
Conclusión del segundo artículo de Balzac sobre la pieza. Le Feuilleton des journaux politiques, 7 de abril de 1830.

La batalla de Hernani es el nombre dado a la polémica y a los disturbios ocurridos en 1830 en torno a las representaciones de la obra teatral Hernani, drama romántico de Victor Hugo.
Heredera de una larga serie de conflictos en cuanto a la estética teatral, la batalla de Hernani, por sus motivaciones tanto políticas como estéticas, sigue siendo célebre como hito del enfrentamiento entre los «clásicos», partidarios de una jerarquización estricta de los géneros teatrales, y la nueva generación de los «románticos», reagrupada en torno a Victor Hugo, que aspiraba a una revolución en el arte dramático. 
Lo que se conoce hoy de tal batalla depende, no obstante, de los relatos proporcionados por los testigos de entonces —principalmente Théophile Gautier—, que mezclaban verdad con leyenda en una reconstrucción épica destinada a hacer de ella el acto fundador del romanticismo en Francia.

## Un siglo y medio de combates por el teatro

### Desembarazarse del yugo clásico: hacia el drama romántico

#### Críticas del clasicismo en teatro durante el Antiguo Régimen
La lucha contra los dogmas estéticos del clasicismo, con sus estrictas reglas y su rígida jerarquización de los géneros teatrales, empezó ya en el siglo XVII, cuando Corneille criticaba, en sus prefacios, las restrictivas codificaciones establecidas por los doctos que apelaban a Aristóteles, o incluso la «gran comedia» inventada por Molière, con sus piezas en verso de cinco actos (es decir, con la forma usual de la tragedia) que añadía a la dimensión cómica la de crítica de las costumbres (Tartufo, El misántropo, La escuela de las mujeres...).
En el siglo siguiente, Marivaux contribuyó a acentuar esta fuerte subversión de los géneros al introducir una dimensión sentimental en la estructura farsesca de sus piezas. Con Diderot emergió la idea de una fusión de los géneros en un tipo nuevo de pieza. Al considerar que la tragedia y la comedia clásicas ya no tenían nada de esencial que ofrecer al público contemporáneo, el filósofo llamaba a la creación de un género intermediario: el drama, que presentaría al público temas de reflexión contemporáneos. Por su parte, Beaumarchais explicó que el drama burgués ofrecía al público contemporáneo una moralidad a la vez más directa y más profunda que la antigua tragedia.
Para Louis-Sébastien Mercier, el drama tenía que escoger sus temas en la historia contemporánea, desembarazarse de las unidades de tiempo y de lugar y, sobre todo, no limitarse a la escena privada: la utilidad del drama pasaba entonces del terreno de la moral individual al de la moral política.
Una crítica similar existía ya más allá del Rin. Para el teórico alemán Lessing, que había traducido y adaptado la pieza de Diderot El padre de familia, la dramaturgia francesa, con su famoso canon de las tres unidades, aunque pretendiera inspirarse en el código teatral de la Antigüedad, no conseguía sino hacer artificiales y inadaptadas a la realidad contemporánea unas reglas que derivaban, naturalmente, de la práctica teatral de aquella época y, sobre todo, de la presencia de un coro que, al representar al pueblo, «no podía ni alejarse de sus viviencias, ni ausentarse de ellas, en tanto uno puede hacerlo de ordinario por mera curiosidad».

#### Los teóricos románticos
Después de la Revolución francesa, fue también de Alemania de donde vino la crítica, con la obra, precisamente titulada De Alemania (1810), de Madame de Staël. En ella describía la existencia de dos sistemas teatrales en Europa: el sistema francés, dominado por la tragedia clásica, y el sistema alemán (en el cual incluía a Shakespeare), dominado por la tragedia histórica. El sistema francés, explicaba, debido a la elección de temas extraídos de una historia y una mitología extranjeras, no podía ocupar el rol que poseía la tragedia histórica «alemana», que reforzaba la unidad nacional mediante la representación de temas extraídos de la propia historia nacional. Y aún más: la tragedia clásica francesa, que no tenía interés en el pueblo y en la cual el pueblo no tenía interés, era por naturaleza un arte aristocrático que, por el mismo motivo, reforzaba aún más la división social, reproduciéndola mediante una división de los públicos en el teatro. Pero si esta división social de los públicos teatrales era la consecuencia lógica de la división social estructural de la sociedad monárquica, el gran empuje democrático generado por la Revolución condenaba a esta división a desaparecer y, al mismo tiempo, volvía caduca la estética que emanaba de ella
Guizot, con su ensayo sobre Shakespeare de 1821, y,  sobre todo, Stendhal, con las dos partes de Racine y Shakespeare (1823 y 1825), defendieron ideas similares, el último llevando aún más lejos la lógica de una dramaturgia nacional: si para Madame de Staël el verso alejandrino tenía que desaparecer del nuevo género dramático, era porque dicho verso desterraba del teatro «una multitud de sentimientos» y prohibía «decir que uno entra o sale, que uno duerme o vela, sin que hiciera falta para ello buscar un giro poético», Stendhal lo rechazaba por su ineptitud para dar cuenta del carácter francés, del que afirmaba que «no hay nada menos enfático y más ingenuo». También afirmaba que «el énfasis del alejandrino es adecuado para los protestantes, los ingleses, incluso algo para los romanos, pero no, desde luego, a los compañeros de Enrique IV y Francisco I». Por otra parte, Stendhal se sublevaba contra el hecho de que la estética teatral continuara siendo, en el siglo XIX, lo que había sido en los dos siglos anteriores: «Desde que un historiador tenga memoria, jamás pueblo alguno ha experimentado, en sus costumbres y placeres, un cambio más rápido y total que el sucedido entre 1770 y 1823 ¡Y se quiere que nos demos todavía la misma literatura!»
Por otra parte, Alejandro Dumas subraya que los actores franceses, atrapados en sus costumbres, se mostraban incapaces de pasar de lo trágico a lo cómico, como lo exigía la nueva escritura del drama romántico. Su insuficiencia era manifiesta en cuanto se trataba de interpretar el teatro de Hugo, en el que, explica Dumas, «lo cómico y lo trágico se tocan sin matices intermedios, lo que hace la interpretación de sus ideas aún más difícil que si él [...] se hubiera tomado la molestia de crear una gama ascendente o descendente».

#### El prefacio deCromwell
En diciembre de 1827, Victor Hugo hizo publicar en París un importante texto teórico disfrazado de justificación de su pieza Cromwell, editada unas semanas antes, y que la historia literaria recordaría con el título de «Prefacio de Cromwell». Escrito, al menos en parte, para responder a las tesis de Stendhal, proponía una visión nueva del drama romántico. Este prefacio glorificaba una vez más a Shakespeare en calidad de síntesis de los tres grandes genios que fueron Corneille, Molière y Beaumarchais, establecía como accesorias las unidades de tiempo y de lugar (en cambio, se reafirmaba la utilidad de la unidad de acción,) recuperando Hugo el argumento de Lessing que encontraba absurdos los vestíbulos, peristilos y antecámaras en los que —paradójicamente, en nombre de la verosimilitud— se desarrollaba la acción de la tragedia. Respecto a la teoría de las tres edades de la literatura (primitiva, antigua y moderna) estimaba que era tan poco original que podría considerarse un «“camino” verdaderamente “trillado” por los literatos de la época». Lo que constituía, en compensación, la originalidad del ensayo era el lugar central que ocupaba la estética de lo grotesco: su alianza con lo sublime venía a ser el rasgo distintivo del «genio moderno, tan complejo, tan variado en sus formas, tan inagotable en sus creaciones». Y, puesto que esta alianza no estaba permitida debido a la separación estricta de los géneros teatrales en la jerarquía clásica, que reservaba lo sublime a la tragedia y lo grotesco a la comedia, esta jerarquía, incapaz de producir obras conformes al genio de la época, debía cederle el sitio al drama, capaz de evocar, en una misma pieza, lo sublime de un Ariel y lo grotesco de un Calibán. De todos modos, la alianza entre lo grotesco y lo sublime no debía percibirse como una alianza artificial, impuesta a los artistas a modo de nuevo código dramático: derivaba, por el contrario, de la naturaleza misma de las cosas, al ser portador el ser humano de ambas dimensiones. Así, Cromwell era, a la vez, un Tiberio y un Dandin.
Al contrario que Stendhal, Hugo preconizaba, para el drama romántico, recurrir al verso antes que a la prosa: esta última era percibida como patrimonio de un teatro histórico militante y didáctico, que se quería, sin duda, popular, y que rebajaba el arte a la única dimensión de lo utilitario. Dicho de otro modo, un teatro burgués. El verso le parecía, por el contrario, la lengua ideal para un drama considerado no tanto un espejo de la naturaleza cuanto un «espejo de concentración», que amplifica el efecto de los objetos que refleja, haciendo «de un resplandor, una luz; de una luz, una llama» Pero este verso que «comunica su relieve a cosas que sin él pasarían por insignificantes y vulgares» no era el verso clásico: él reivindicaba para sí todos los recursos y toda la flexibilidad de la prosa, «pudiendo recorrer toda la gama poética, de arriba abajo, desde las ideas más elevadas a las más vulgares, de las más burlescas a las más graves, de las más externas a las más abstractas». No temía emplear el «encabalgamiento que alarga», que prefería a «la inversión que enreda».
Este manifiesto del drama romántico fue recibido de maneras diversas, según la edad de sus lectores: «irritaba a los mayores, gustaba a los coetáneos y encantaba a los más jóvenes», explica Jean-Marc Hovasse, biógrafo de Hugo. Para estos últimos, la pieza y su prefacio hacían casi las veces de la Biblia. En 1872, Théophile Gautier recordaría que, para los de su generación, el prefacio de Cromwell «irradiaba a [sus] ojos como las Tablas de la Ley en el Sinaí, y [que] sus argumentos [les] parecían irrefutables». En cambio, la estética que preconizaba alejaba «definitivamente al romanticismo de la Real Sociedad de las Buenas Letras y, por consiguiente, del gobierno de Carlos X».

### Representaciones abucheadas

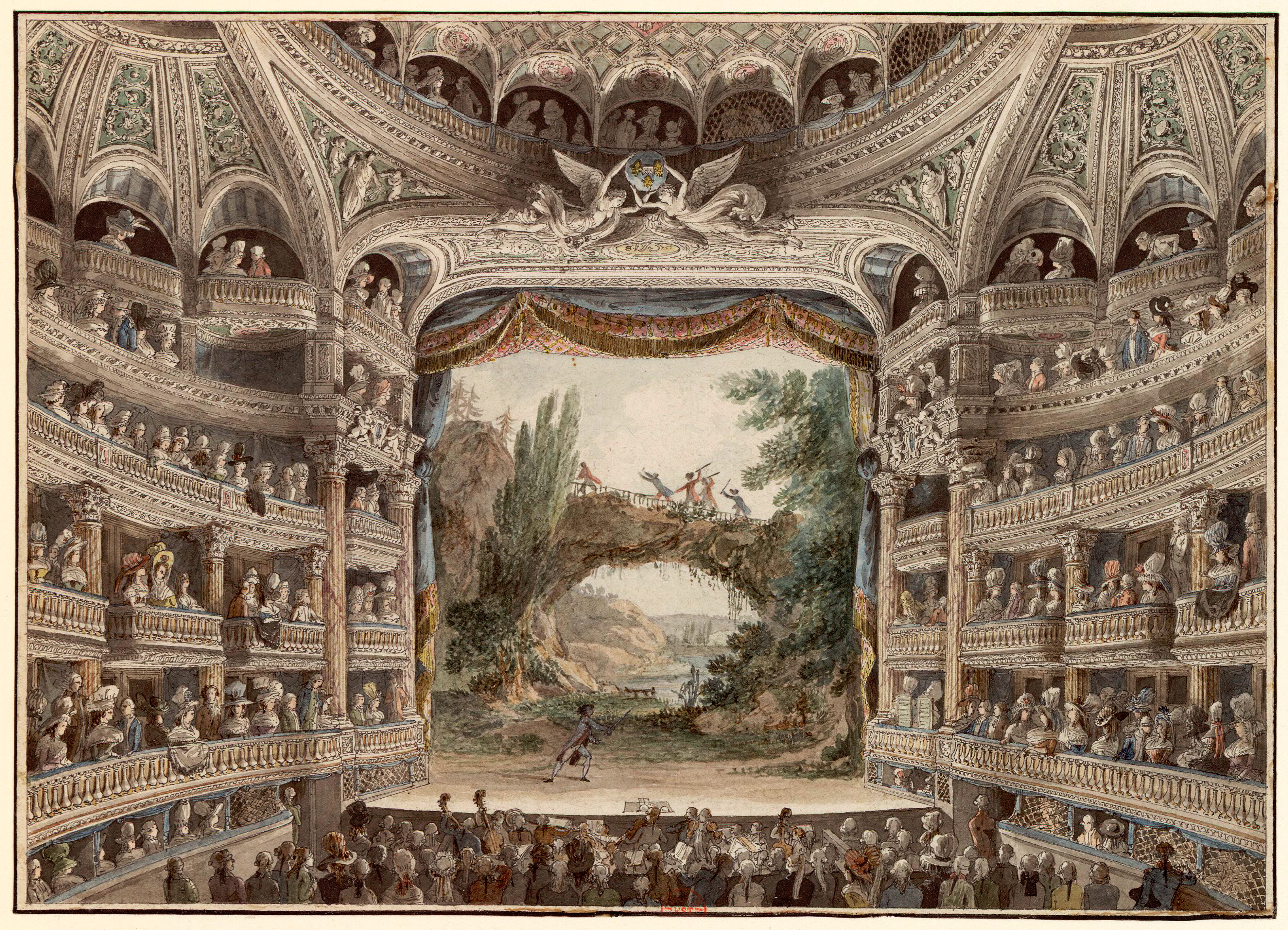
La sala del Théâtre-Français (dibujo de A. Meunier,)

Los grandes abucheos a las representaciones teatrales, de los cuales el de Hernani constituiría la encarnación más célebre, empezaron en 1789, con Carlos IX o La noche de San Bartolomé, de Marie-Joseph Chénier. Se intentó prohibirla, lo que provocó intercambios virulentos entre partidarios y detractores de la obra. Lo que empezó siendo una disputa interna en el Français, no tardó en oponer a «los patriotas contra el “Partido de la Corte”, la asamblea contra el rey, la Revolución contra la contrarrevolución». En este conflicto, las posiciones de los unos y los otros estaban ya predeterminadas por sus convicciones políticas. Chénier, consciente él mismo del impacto ideológico del conflicto y del lugar estratégico del teatro, escribía en la dedicatoria de su obra que «si las costumbres de una nación conforman al inicio el espíritu de sus obras dramáticas, pronto las obras dramáticas conformarán su espíritu». La pieza fue representada finalmente en noviembre de 1789, con el actor trágico François-Joseph Talma en el papel protagonista. Tras asistir al estreno, Danton supuestamente dijo estas reveladoras palabras: «si Fígaro mató a la nobleza, Carlos IX matará a la realeza». Tres años más tarde, en enero de 1793, la representación de L'Ami des lois, de Jean-Louis Laya, provocó incidentes aún más serios: los cañones de la Comuna fueron los encargados de prohibir las representaciones. Ya en esta época se observaba que, a veces, los abucheos eran causados por grupos de espectadores previamente organizados.
Pero si el tema de estas obras era lo suficientemente audaz como para provocar conflictos a veces violentos, su forma continuaba siendo académica. Con Cristóbal Colón, representada en 1809 en el Teatro del Odéon (llamado entonces Teatro de la Emperatriz), el dramaturgo Népomucène Lemercier se propuso, en cambio, desembarazarse de las unidades de tiempo y de lugar, mezclar los registros cómico y patético y, finalmente, permitirse libertades con las reglas de la versificación clásica. En el estreno de la pieza los espectadores, boquiabiertos, no reaccionaron. Pero a partir de la segunda representación, el público, mayoritariamente compuesto de estudiantes hostiles a las libertades que el autor se había tomado con los cánones clásicos, provocó choques lo bastante violentos como para que los granaderos, con bayonetas en los fusiles, tomaran la sala. Un espectador murió y trescientos estudiantes fueron arrestados y forzados a incorporarse al ejército.
Durante la Restauración, las «batallas» en torno al teatro consagraron ampliamente la victoria de los partidarios de la modernidad estética: Treinta años o la vida de un jugador de Victor Ducange (1827), que contaba la historia de la vida de un hombre a través de la evocación de tres jornadas decisivas de su existencia, obtuvo un éxito considerable en el Teatro de la Porte Saint-Martin. Para el crítico de Le Globe, periódico liberal, Treinta años marcaba el final del clasicismo en el teatro: «Llorad a vuestras queridas unidades de tiempo y de lugar: hélas aquí una vez más profanadas estrepitosamente [...] se acabaron vuestras producciones acompasadas, frías y planas. El melodrama las mata, el melodrama libre y verdadero, lleno de vida y energía, como lo hace el señor Ducange, como lo harán nuestros autores jóvenes después de él». En 1829 Alejandro Dumas triunfó con Enrique III y su corte, drama de cinco actos en prosa, que consiguió hacer montar en la Comédie-Française. En mayo de 1829, la tragedia «semirromántica» en verso de Casimir Delavigne, Marino Faliero (inspirada en Byron), obtuvo un éxito triunfal, a pesar de que, en muchos aspectos, no era menos innovadora que Hernani. Pero había sido presentada en el Teatro de la Porte Saint-Martin, y no en el Théatre-Français, que sería la fortaleza que Hugo debía aún conquistar. Finalmente, la adaptación de Alfred de Vigny de Otelo o el Moro de Venecia, de Shakespeare, fue un éxito solo a medias, pues no causó la conmoción que había provocado siete años antes la llegada de una compañía de actores ingleses que se había visto obligada a actuar bajo los abucheos y proyectiles del público (se llegó incluso a herir a una actriz). Hubo, no obstante, algunos escándalos, relacionados principalmente con el empleo de un vocabulario trivial juzgado incompatible con el uso del verso (las críticas se focalizaron, sobre todo, en la palabra mouchoir ―«pañuelo»―).
Sin embargo, a pesar de todas estas batallas ganadas a lo largo de los años inmediatamente anteriores a 1830, le volvía a tocar a Victor Hugo librar una nueva batalla para darle carta de naturaleza a su propia estética: pondría en escena en el Théâtre-Français, no ya una obra en prosa, como había hecho Dumas, sino un drama en verso que reivindicaría para sí el legado de todos el prestigio de la tragedia, tanto en lo tocante al estilo elevado como en la capacidad de los grandes dramaturgos clásicos para plantear los problemas del poder.

### Los teatros durante la Restauración

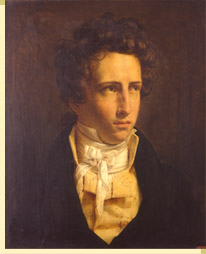
El barón Taylor, Comisario real del Théâtre-Français en 1830.

Un decreto de 1791 sobre los espectáculos autorizaba a todo ciudadano que lo desease «a construir un teatro público y a hacer representar en él obras de todos los géneros». Como consecuencia, entre la Revolución y la Restauración (a pesar del frenazo durante el primer Imperio), se multiplicaron los escenarios en París. Se dividían en dos grandes categorías: por un lado estaban la Ópera, el Théâtre-Français y el Odéon, subvencionados por las autoridades, y por otro estaban los teatros privados, que se mantenían solamente gracias a sus ganancias. Entre estos últimos, el principal centro de difusión de la estética romántica era el Teatro de la Porte Saint-Martin, donde se representarían la mayoría de los dramas de Dumas, así como varias obras de Hugo, en medio de vodeviles y melodramas.
El lugar de representación oficial más prestigioso, el Thëâtre-Français, contaba con 1.552 plazas (que costaban entre 1,80 y 6,60 francos) y tenía como vocación promover y defender el gran repertorio dramático: Racine, Corneille, Molière, en ocasiones Marivaux, Voltaire y sus continuadores neoclásicos; estaba explícitamente subvencionado para esta misión. La subvención funcionaba, por lo tanto, como auxiliar de la censura: «la subvención es la sujeción», escribiría Victor Hugo en 1872.
El Théâtre-Français estaba, desde 1812, bajo un régimen particular: no tenía director, estaba dirigido por una comunidad de asociados a su vez dirigida por un comisario real: en 1830 ocupaba el puesto una persona que, en la medida de lo posible, apoyaba la nueva estética romántica: el barón Isidore Taylor. Fue él quien permitió a Victor Hugo montar Hernani en las tablas del Théâtre-Français.
La mejor baza del Théâtre-Français era la compañía de actores que tenía contratada, que era la mejor de París: destacaba sobre todo en la dicción del verso clásico. En cambio, en lo que concernía a la interpretación del drama nuevo, no podía rivalizar con los grandes actores del Teatro de la Porte Saint-Martin, un Frédérick Lemaître o una Marie Dorval. Pero, y este sería uno de los mayores problemas a los que se enfrentarían los dramaturgos románticos, aún cuando conseguían que el Théâtre-Français aceptara sus obras les resultaba prácticamente imposible que admitiera al mismo tiempo a aquellos actores que estaban más capacitados para defender esas obras.
Sin embargo, a pesar de la calidad de los actores, a pesar también de que el barón Taylor reclutara al decorador Cicéri, que revolucionó el arte del decorado teatral, las representaciones en el Théâtre-Français se desarrollaban ante salas casi vacías, tan evidente era que la gente se aburría «escuchando a declamadores afectados recitando metódicamente largos discursos», tal como escribía en 1825 un redactor de Le Globe, periódico que, cierto es, se mostraba poco favorable hacia los neoclásicos. Como consecuencia del rechazo del público hacia una estética dramática que ya no estaba en sintonía con los gustos de la época, la situación financiera del Théâtre-Français era calamitosa: si una representación costaba una media de 1400 francos, no era poco frecuente que la taquilla no pasase de los 150 o 200 francos, a dividir en 24 partes, de las cuales 22 estaban destinadas a los actores. Así pues, la supervivencia del Théâtre-Français dependía directamente de las subvenciones públicas que recibía; excepto si representaba obras románticas, que sí producían ganancias. Conscientes de la situación, los principales proveedores de obras nuevas para el Théâtre-Français, los autores de tragedias neoclásias, dirigieron en enero de 1829 una petición a Carlos X para de que prohibiera la representación del drama romántico en ese lugar. El rey se negó a acceder a su requerimiento. Hugo podía, por tanto, probar suerte allí.

## Victor Hugo en 1830

### DeMarion de LormeaHernani

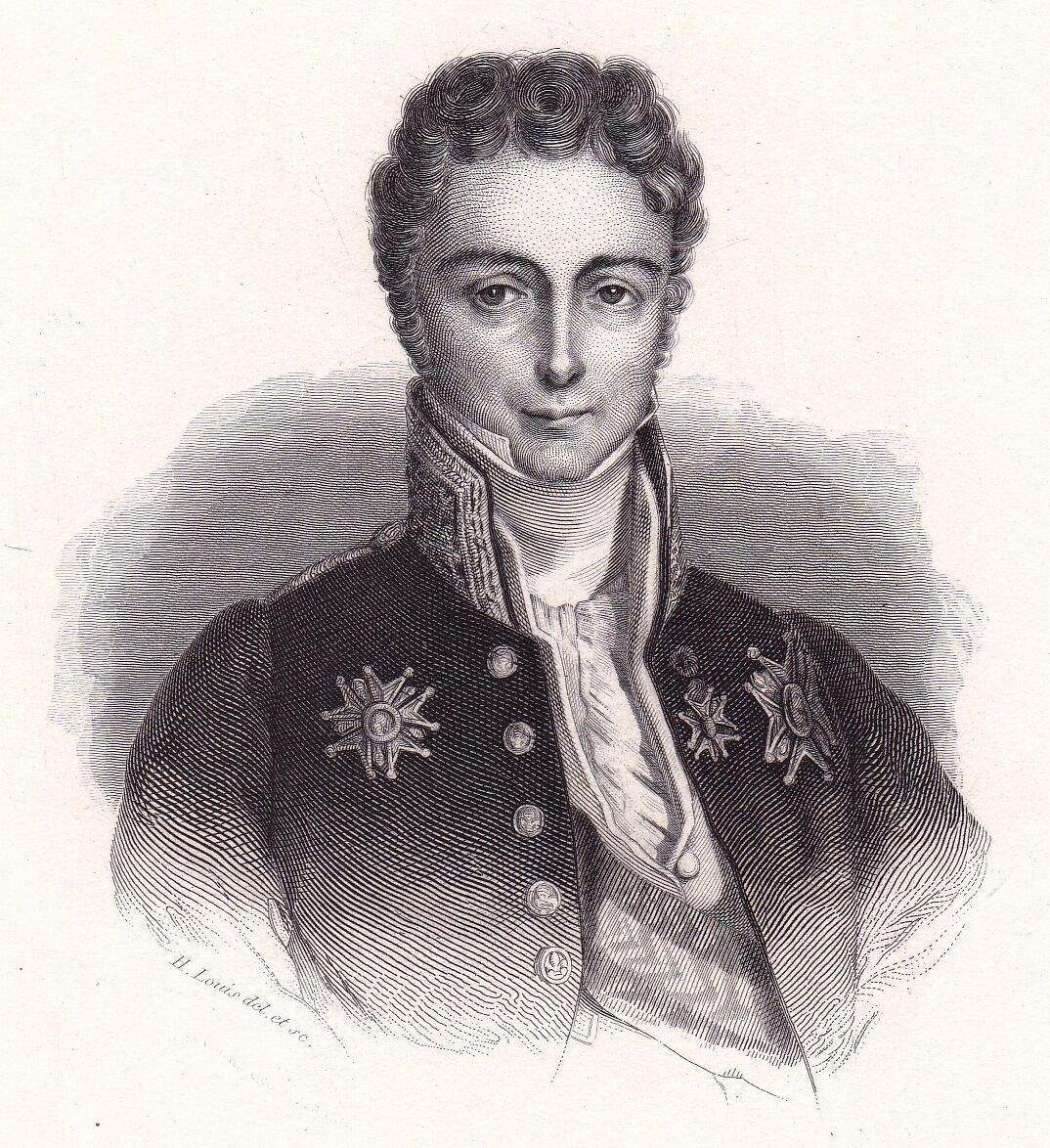
El vizconde de Martignac, censor de Marion de Lorme (grabado extraído del Libro de los oradores (1836) de Louis Marie de Lahaye Cormenin)

Marion de Lorme, obra escrita en un mes en junio de 1829, había sido aceptada por unanimidad por los actores del Théâtre-Français, y debía, pues, ser el primer drama romántico, en verso —como preconizaba el prefacio de Cromwell—, en ser representado en este prestigioso escenario. Pero no se contaba con la comisión de censura, presidida por Charles Brifaut, que decidió prohibir la representación de la obra. Hugo solicitó y obtuvo una entrevista con el vizconde de Martignac, ministro del Interior de Carlos X, que había intervenido personalmente en la prohibición. Pero, aunque pasaba por ser un moderado adepto de la política del «término medio», se negó a anular la decisión del comité de censura: la situación política era delicada y la representación de una fábula que daba de Luis XIII la imagen de un monarca menos inteligente que su bufón y que era además dominado por su ministro era propensa a caldear los ánimos. Porque desde Las bodas de Fígaro se sabía el efecto que una obra teatral podía tener en el público (la representación de la pieza de Beaumarchais, por otra parte, había estado prohibida durante varios años durante la Restauración). Una entrevista con Carlos X no obtuvo mejor resultado: la obra no se representaría. En compensación, se le ofreció a Hugo triplicar la pensión que recibía de parte del rey. Él rechazó, con cierto desprecio, esta propuesta conciliadora y se puso a trabajar de nuevo para dar a luz una obra nueva. 
El tiempo apremiaba: el Enrique III de Dumas ya había triunfado en las tablas del Théâtre-Français, y Vigny se estaba preparando para subir allí su adaptación de Otelo. El autor del prefacio de Cromwell no podía permitirse pasar a un segundo plano y ceder el protagonismo a autores que, aunque fueran amigos suyos, no dejaban de ser rivales que amenazaban la posición dominante de Victor Hugo.
Hugo se propuso escribir un nuevo drama, ambientado esta vez en España; pero que, a pesar de (o gracias a) este cambio estratégico en la localización, será políticamente aún más peligroso que Marion de Lorme. Ya no se trataría de describir el final del reinado de Luis XIII, sino el ascenso al poder de Carlos V como emperador: mejor aún que Cromwell, Don Carlos evocaría a Napoleón.
Escrito tan rápido como Marion de Lorme (entre el 29 de agosto y el 24 de septiembre de 1829), Hernani fue leído ante un público compuesto por sesenta amigos del autor y fue aclamada. Cinco días más tarde, el Théâtre-Français aceptaba la pieza por unanimidad. Pero faltaba todavía que la comisión de censura emitiera un juicio favorable, algo no tan seguro desde que el gobierno moderado de Martignac hubiera sido sustituido por el del príncipe de Polignac. Este nuevo gobierno, representativo de las corrientes más ultras de la monarquía, provocaba rechazo aun entre los monárquicos: Chateaubriand se quedó estupefacto y, a modo de protesta, dimitió de su puesto de embajador en Roma.
Sin embargo, en el transcurso del caso de la censura de Marion de Lorme, la prensa había defendido la causa de Hugo: prohibir sucesivamente dos piezas del dramaturgo podía revelarse contraproducente en términos políticos. Así pues, la comisión de censura, todavía presidida por Brifaut, se contentó con algunas observaciones, imponiendo supresiones y modificaciones menores, sobre todo en los pasajes en los que la monarquía era tratada demasiado a la ligera (por ejemplo, la réplica en la que Hernani exclama «Crois-tu donc que les rois à moi me sont sacrés ?» —¿Crees, pues, que los reyes me son sagrados?— provocó algún revuelo en el seno de la comisión.) Por lo demás, el informe de la comisión de censura indicó que le parecía más juicoso, ya que la pieza abundaba en «impertinencias de todo tipo», permitir que fuera representada, de manera que el público viera «hasta qué grado de extravío puede llegar el espíritu humano liberado de toda regla y de todo decoro».

### Los ensayos

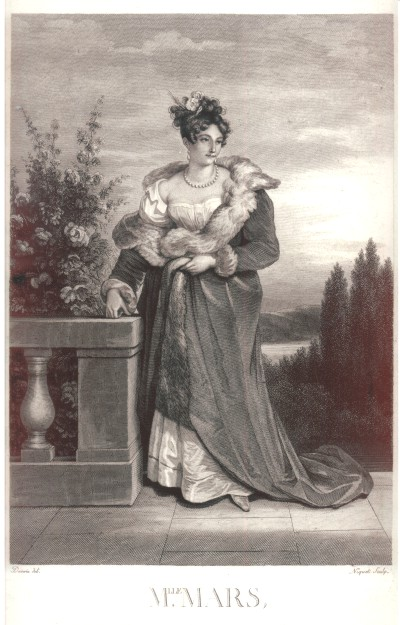
Anne-Françoise-Hippolyte Boutet (Mademoiselle Mars) en torno a 1820 (grabado de Claude Niquet)

Hernani ya podía, pues, representarse en el escenario del Théâtre-Français, interpretado por los mejores actores de la compañía. Conforme a los usos de la época, los papeles se repartían sin tener en cuenta la relación entre la edad de los actores y la supuesta edad de los personajes. Así, Firmin, de 46 años, interpretaría a Hernani, de supuestamente 20 años. Mademoiselle Mars (51 años) sería Doña Sol (17 años), mientras que Michelot (46 años) interpretaría el papel de Don Carlos (19 años).
Por norma general, al no existir aún la función específica de director de escena (aparecería en Alemania, con Richard Wagner), eran los mismos actores los que inventaban sus personajes y creaban sus efectos. La consecuencia era que, muy rápidamente, cada actor se especializaba en un tipo concreto de papel. Victor Hugo, que manifestaba por el aspecto material de la representación de su obra un interés mucho mayor que sus colegas dramaturgos, se implicaba en la preparación escénica de sus obras eligiendo él mismo (si le era posible) el reparto y dirigiendo los ensayos. Esta práctica, que contrastaba con los usos habituales, provocó algunas tensiones con los actores al comenzar a trabajar en Hernani.
Alejandro Dumas ha dado un relato truculento de estos ensayos y, en especial, de la disputa entre el autor y la primera actriz que encontraba ridículo el verso en el que decía a Firmin «Vous êtes mon lion, superbe et généreux» —Sois mi león, altivo y generoso—, y deseaba reemplazarlo por «Vous êtes Monseigneur vaillant et généreux» —Sois, mi señor, valiente y generoso—. Esta metáfora animal, si bien no era inédita en el teatro clásico (se la encuentra en Esther, de Racine, y en El huérfano de China, de Voltaire), había adoptado, en el primer tercio del siglo XIX, una connotación juvenil que la actriz consideraba muy poco adecuada para su compañero de reparto. Todos los días la actriz volvía a la carga, y todos los días, imperturbable, el autor defendía su verso y rechazaba el cambio. Pero el día de la primera representación Mademoiselle Mars pronunció, contra el parecer de Hugo, «Monseigneur» en lugar de «mon lion». En realidad, es probable que la actriz hubiera conseguido convencer al dramaturgo de llevar a cabo esta modificación, para no dar lugar a las habituales pullas y sarcasmos: en efecto, era «Monseigneur» y no «mon lion» lo que aparecía escrito en el manuscrito del apuntador.

### La conspiración contraHernani
Los adversarios de Hernani sabían lo del «lion superbe et généreux» porque había habido filtraciones a la prensa, que había publicado una parte de la obra: había sido el mismo Brifaut quien, habiendo conservado una copia del texto sometido a la comisión de censura, lo había divulgado. Y para que el público viera bien «hasta qué grado de extravío» se había aventurado Hugo, se airearon versos truncados. Fue así, por ejemplo, cómo la réplica en la que Doña Sol exclama «Venir ravir de force une femme la nuit!» —¡Venir a arrebatar a la fuerza a una mujer por la noche!— se había convertido en «Venir prendre d'assaut les femmes par derrière!» —¡Venir a tomar al asalto a las mujeres por detrás!—. Hugo escribió una carta de protesta contra este quebrantamiento manifiesto del deber de confidencialidad, sin obtener mucho resultado.
Hugo no solo tenía como enemigos a los defensores del gobierno reaccionario de Polignac: en el otro extremo del espectro político, los liberales también desconfiaban del que fuera un «ultra» que había empezado a acercarse a ellos a finales del año 1829, sin ocultar su fascinación por Napoleón. El principal órgano del partido liberal, el periódico Le National de Adolphe Thiers, fervientemente opuesto a Carlos X, sería uno de más virulentos críticos de la obra. Por otra parte, los adversarios estéticos de Hugo, los dramaturgos neoclásicos, eran también liberales y se dedicaban a socavar a los actores, a quienes se habían propuesto desmotivar.
Muchos eran, pues, los que pensaban que la obra no pasaría del estreno, disputándose los asientos para esta representación única. Hugo, por su parte, había resuelto a su manera el problema de la «claque», grupo de espectadores a los que se les pagaba para que aplaudieran en los momentos estratégicos de las piezas, aclamaran las entradas de los artistas y se encargaran de expulsar, si hiciera falta, a los espectadores turbulentos. Ahora bien, la claque habitual estaba formada por partidarios de los dramaturgos clásicos, sus clientes habituales, y estaba poco dispuesta a apoyar con entusiasmo la obra de su enemigo. Por lo tanto, Hugo decidió prescindir de sus servicios y reclutar su propia claque.

### El ejército romántico

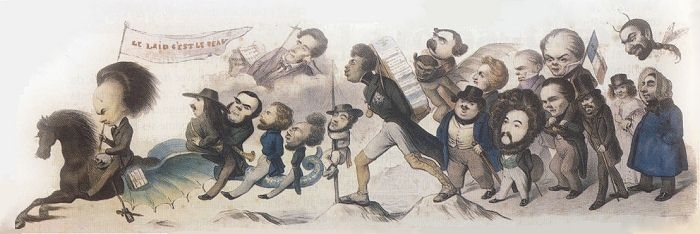
Victor Hugo al frente del ejército romántico. El gran camino de la posteridad, caricatura de Benjamin Roubaud (1842)

El reclutamiento de la claque romántica se efectuó entre los estudiantes de los talleres de pintura y de escultura, a los que se unieron jóvenes literatos y músicos. Fueron ellos quienes, con sus trajes excéntricos, sus cabelleras hirsutas y sus bromas macabras, causaron sensación entre el público refinado del Théâtre-Français. Del seno de esta nueva generación que componía «el ejército romántico» en las representaciones de Hernani, emergieron los nombres de Théophile Gautier, Gérard de Nerval, Hector Berlioz, Pétrus Borel, etc. Todos ellos eran partidarios de Hugo, ya fuera por haberse adherido a las tesis del prefacio de Cromwell o por tratarse de un autor en el punto de mira de la censura del gobierno. La dimensión generacional se sobreañadía a la dimensión política: unos jóvenes revolucionarios que se oponían a un gobierno gerontocrático, compuesto por antiguos «emigrados» que regresaban del exilio «sin haber aprendido ni olvidado nada», como rezaba un dicho de la época, que quería el fracaso de una obra en la que precisamente un anciano condenaba a muerte a unos jóvenes esposos.
Este grupo de varios centenares de personas fue más tarde denominado por Théophile Gautier como «el ejército romántico», en una referencia explícita a la épopeya napoleónica:

Dans l'armée romantique comme dans l'armée d'Italie tout le monde était jeune. Les soldats pour la plupart n'avaient pas atteint leur majorité, et le plus vieux de la bande était le général en chef, âgé de vingt-huit ans. C'était l'âge de Bonaparte et de Victor Hugo à cette date.
En el ejército romántico, como en el ejército de Italia —el ejército revolucionario francés en Italia, al mando de un joven Napoleón—, todos eran jóvenes. La mayor parte de los soldados no habían alcanzado la mayoría de edad, y el más viejo de la banda era el general jefe, de 28 años. Era la edad de Bonaparte, y la de Victor Hugo en aquellas fechas.

La metáfora político-militar de Gautier no era ni arbitraria ni inédita: el paralelismo entre el teatro y la sociedad civil en su lucha contra los sistemas e imposiciones del orden establecido (resumido en 1825 en las palabras lapidarias del crítico de Le Globe, Ludovic Vitet, «El gusto en Francia espera su 14 de julio.») era uno de los topoi de una generación de literatos y artistas que adoptaba el modelo estratégico de la revolución pólítica, y que utilizaba con mucho gusto un lenguaje militar: «la brecha está abierta, pasaremos», había dicho Hugo tras el éxito del drama Enrique III de Dumas.
Antes de la primera representación de Hernani se reunió a la «claque». A cada uno de los miembros se le distribuyó una invitación nominativa (el barón Taylor temía que algunas de ellas fueran revendidas) de color rojo, sobre el cual se había escrito la palabra «Hierro» (en español), que debía constituir su santo y seña, como el grito de guerra de los almogávares en Les Orientales. Hugo habría pronunciado un discurso en el que, de nuevo, se mezclarían consideraciones estéticas, políticas y militares:

La bataille qui va s'engager à Hernani est celle des idées, celle du progrès. C'est une lutte en commun. Nous allons combattre cette vieille littérature crénelée, verrouillée [...] Ce siège est la lutte de l'ancien monde et du nouveau monde, nous sommes tous du monde nouveau.
La batalla que se va a entablar con Hernani es la de las ideas, la del progreso. Es una lucha común. Vamos a combatir esta vieja literatura almenada, aherrojada [...] Este asedio es la lucha del mundo antiguo contra el nuevo mundo; nosotros somos todos del mundo nuevo.

Florence Naugrette, especialista en la literatura de Victor Hugo, ha demostrado que, en realidad, este discurso fue reinventado en 1864.

## El relato de la «batalla de Hernani»

### 25 de febrero de 1830: el triunfo del estreno

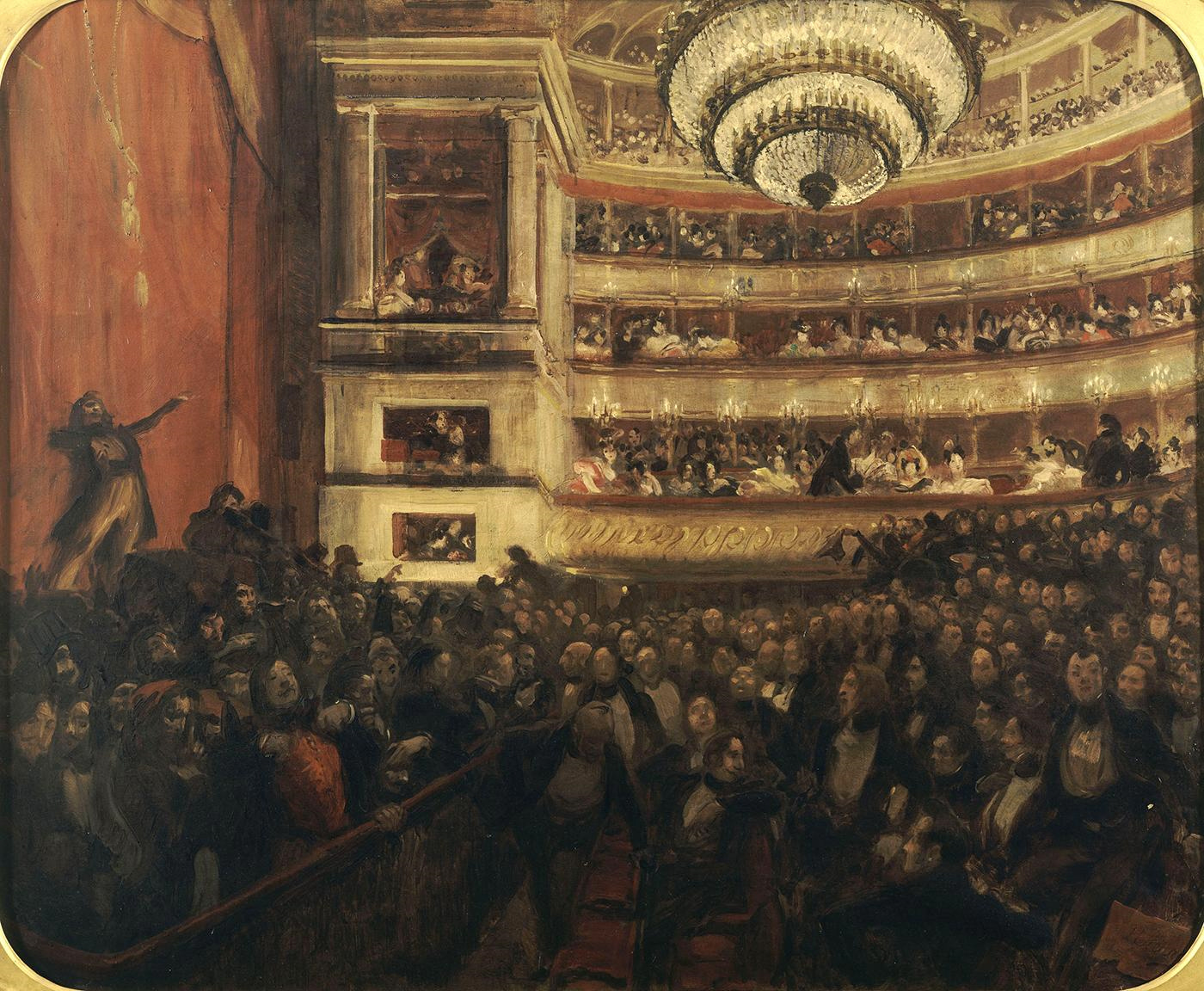
El estreno de Hernani, 1830,	óleo sobre lienzo de Albert Besnard, casa de Victor Hugo, 1903.

El 25 de febrero, los partidarios de Hugo (entre los que estaba Théophile Gautier, que, «por desprecio a la opinión y al ridículo» llevaba los cabellos largos y un chaleco rojo o rosa que se hizo célebre) se presentaron ante el Théâtre-Français desde la una de la tarde: hacían cola delante de la puerta lateral del teatro que el prefecto de policía había ordenado cerrar a las tres. En la prefectura se esperaban altercados que obligarían a dispersar esta masa de jóvenes inconformistas. Los empleados del teatro contribuían a su manera a ayudar a las fuerzas del orden bombardeando a los románticos con basura desde los balcones (fue en esta ocasión cuando la leyenda quiere que Balzac recibiera un troncho de col en plena cara). Pero estos últimos aguantaron estoicos y entraron en el teatro antes de que las puertas se cerraran detrás de ellos. Tuvieron que esperar cuatro horas en la oscuridad antes de que llegasen los restantes espectadores. Hugo, desde el agujero del telón para los actores, observaba a sus tropas sin dejarse ver. Cuando los demás espectadores entraron a su vez en los palcos quedaron no poco sorprendidos ante la horda de románticos desplegada en el patio de butacas. Pero pronto se levantó el telón. El decorado representaba un dormitorio.
El público se dividía entre los partidarios de Victor Hugo, sus adversarios y los curiosos que venían a asistir a este estreno anunciado en todas partes como la primera y última representación de una obra de la que tanto se había hablado. Aquel día triunfaron los primeros. El largo monólogo de Don Ruy Gómez en la galería de retratos de sus ancestros (Acto III, escena VI), esperado con expectación, había sido acortado a la mitad, de modo que, tomados por sorpresa, los adversarios de Hugo no tuvieron tiempo de pasar de los murmullos a los silbidos. El «j'en passe et des meilleurs» —«me salto los mejores»—, por medio del cual se le puso fin, se hizo proverbial. El monólogo de Don Carlos ante la tumba de Carlomagno fue aclamado; los suntuosos decorados del quinto acto impresionaron a todo el público. Al final de la obra las ovaciones se sucedieron, los actores fueron aclamados, el autor fue llevado triunfalmente hasta su casa. Años más tarde, Gautier escribiría:

25 février 1830 ! Cette date reste écrite dans le fond de notre passé en caractères flamboyants : la toute première représentation d'Hernani ! Cette soirée décida de notre vie ! Là nous reçûmes l'impulsion qui nous pousse encore après tant d'années et qui nous fera marcher jusqu'au bout de notre carrière.
¡25 de febrero de 1830! Esta fecha ha quedado escrita en nuestro pasado con letras resplandecientes: ¡el estreno de Hernani! ¡Aquella tarde decidió nuestra vida! Allí recibimos el impulso que aún nos mueve, después de tantos años, y que nos hará caminar hasta el final de nuestra carrera.

Aquel día, la recaudación del Théâtre-Français ascendió a 5 134 francos. Fedra, representada la víspera, solo había generado 450 francos. La leyenda quiere que la misma noche de la representación, cuando todavía no había acabado, Victor Hugo habría vendido los derechos de publicación de la obra al editor Mame por 6 000 francos, y que el contrato se hubiera firmado en una mesa de café. En realidad fue el 2 de marzo cuando Hugo, tras algunas dudas en la elección del editor, permitió a Mame editar Hernani (cuyo texto era perceptiblemente diferente del que conocemos hoy en día).

### Representaciones movidas

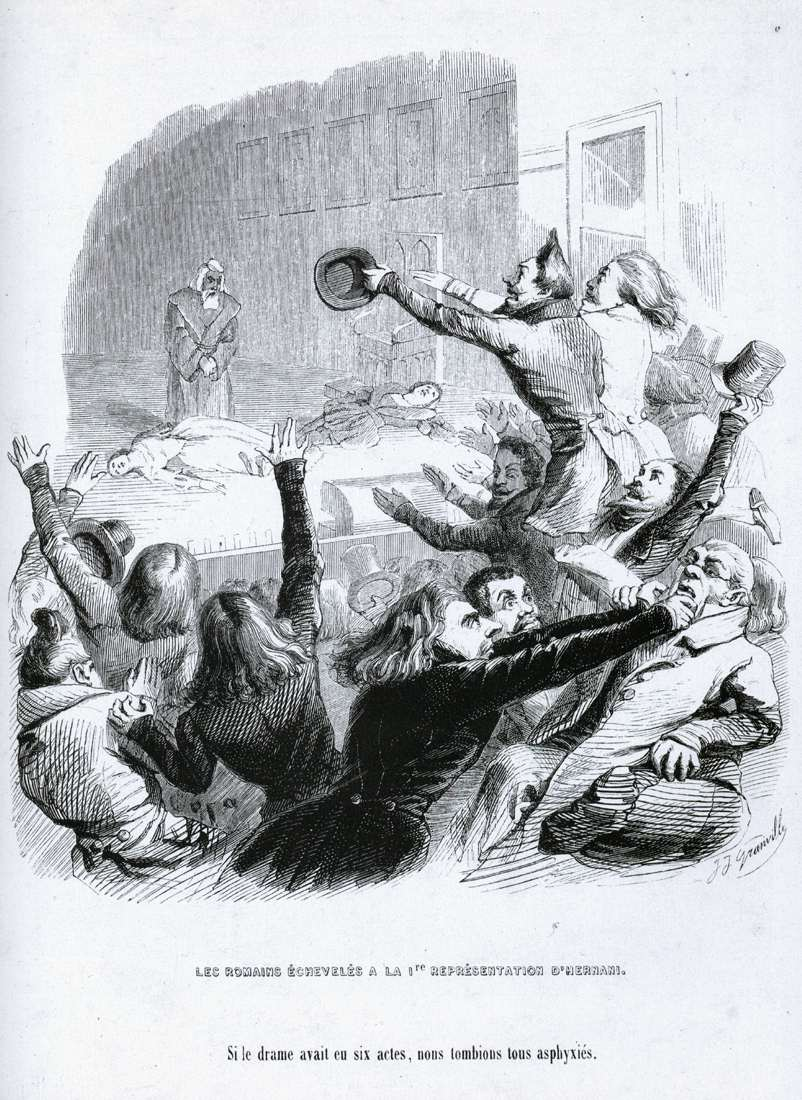
« Los romanos despeinándose durante la primera representación de Hernani », grabado de Grandville (1836)

Las dos representaciones siguientes tuvieron un éxito similar: hay que decir que Taylor le había rogado a Hugo que hiciera volver a su «claque» (que no tendría que volver a pasar la tarde en el teatro), y que no menos de seiscientos estudiantes conformaban la horda de partidarios del escritor. Pero, a partir de la cuarta representación, la relación de fuerzas se invirtió: ya solo se distribuían cien butacas gratuitas. Las fuerzas románticas disminuyeron de uno contra tres a uno contra dieciséis. Y además el público, sobre todo el público de adversarios de Hugo, conocía mejor el texto de la obra y sabía dónde tenía que silbar.
Este público no estaba impactado por las distorsiones que Hugo hacía sufrir al verso alejandrino clásico: el encabalgamiento (muy mencionado) que hacía pasar el adjetivo «oculto» al verso siguiente, donde se encuentra su sustantivo «escalera», no extrañó tanto como pretendió Gautier. Parece que en esta época la gente ya no oía la cadencia rítmica de los versos, lo que la hacía incapaz de percatarse de las transgresiones cometidas por Hugo respecto a la versificación clásica. Pero lo que sí provocaba sarcasmos y pullas era la trivialidad de los diálogos, el uso de un vocabulario que no se daba en la tragedia clásica: la ausencia de perífrasis en el «vous avez froid» —«tenéis frío»— de Doña Sol en la segunda escena del acto I provocó silbidos; un diálogo como «¿Es medianoche? — Lo será pronto» entre el rey y Don Ricardo (Acto II, escena 1) lo consternaba. Aun así, la versificación de Hugo dio al público ocasión para un gran estallido de carcajadas en la escena 4 del Acto IV: «Oui, de ta suite, ô roi ! de ta suite — j'en suis » —«Sí, te sigo ¡oh, rey! Te sigo — Te estoy siguiendo»—, murmura Hernani amenazante. Ahora bien, Firmin, arrastrado por la dicción habitual de los versos clásicos, hizo la pausa en el hemistiquio. Esto daba como resultado: «¡Sí, de tu séquito, oh, rey! ¡De tu séquito formo parte!» Hugo se vio obligado a remodelar el verso.
A medida que los días pasaban, el clima se volvía más y más hostil. Los partidarios y los adversarios intercambiaban improperios en la sala. La posteridad ha conservado el del escultor Auguste Préault, lanzado el 3 de marzo a las calvas de los espectadores mayores que se encontraban delante de él. Les gritó a hombres con la edad suficiente como para recordar la época del Terror: «¡A la guillotina, las rodillas!». El 10 de marzo, el público llegó a las manos y la policía tuvo que intervenir. Los actores estaban cansados de los silbidos, los gritos, las risas, las interrupciones incesantes (se ha podido calcular que eran interrumpidos cada doce versos, es decir, casi 150 veces por representación), e interpretaban sus papeles con menos convicción cada vez. Hostiles y desconcertados, «la mayoría se burla de lo que tienen que decir», se quejaba Hugo en su diario, en la entrada del 7 de marzo.
En el exterior del teatro también se hablaba de Hernani, convertida en objeto de mofa: «tan absurdo como Hernani», «tan monstruoso como Hernani», se habían convertido en comparaciones corrientes en la prensa reaccionaria. Pero la prensa liberal no se quedaba atrás: su líder, Armand Carrel, escribió no menos de cuatro artículos en Le National para denunciar la monstruosidad del drama hugoliano y, sobre todo, poner en guardia al público liberal contra las mezcolanzas divulgadas por el autor de Cromwell: no, el romanticismo no era la expresión del liberalismo en el arte, y la libertad artística no tenía nada que ver con la libertad política. Lo que en el fondo molestaba a Carrel era la interferencia de géneros llevada a cabo por la estética hugoliana: él mismo consideraba, junto con los «clásicos», que había un gran género teatral destinado a las élites, la tragedia, y que, para educar al pueblo, estaba un género menor y estéticamente menos exigente, el melodrama. La idea de Hugo de hacer un «arte elitista para todos», un teatro en verso destinado a la vez a la élite y al pueblo, le parecía peligrosa.
Por su parte, Los teatros del bulevar divertían a París con sus parodias de Hernani: N, i, Ni ou le Danger des Castilles (amphigouri romantique en cinq actes et vers sublimes mêlés de prose ridicule) —N, i, Ni o el Peligro de las Castillas (jerigonza romántica en cinco actos y versos sublimes mezclados con prosa ridícula)—, Harnali ou la Contrainte par Cor —Harnali o la Imposición del Callo—, o aún, simplemente, Hernani. En ellas, se llamaba a Don Gomez Dégommé —Destituido—, a Doña Sol, Quasifol —Casi Loca— o Parasol... Cuatro piezas paródicas y tres panfletos (uno con tono irónico dirigido contra la «ningunería literaria», que mostraba haber sido redactado en realidad en el entorno de Hugo) aparecieron en los meses que siguieron al estreno del drama. 
No todas las manifestaciones de la disputa de Hernani fueron tan cordiales como estas parodias: un joven fue muerto en un duelo por defender la pieza de Victor Hugo.
Durante cuatro meses todas las representaciones de la pieza sufrieron abucheos. En junio, las representaciones se espaciaron. A finales del mes siguiente, el combate dejó el teatro para continuar en la calle: comenzaban las Tres Gloriosas, revolución de la que se ha podido decir que la batalla de Hernani fue el ensayo general.

### Conclusión
La obra fue un éxito comercial (no menos de 1000 francos de ganancias por representación) y consagró a Victor Hugo como cabeza del movimiento romántico al mismo tiempo que hacía de él la víctima más célebre del régimen, cada vez más impopular, de Carlos X. Pero este éxito obtenido por medio del escándalo supuso también el inicio de un cierto desdén de los doctos hacia el drama romántico en general y hacia el teatro de Hugo en particular. Tomemos nota, no obstante, de la opinión de Saint-Beuve: «La cuestión romántica ha avanzado, por el mero hecho de Hernani, cien leguas, y todas las teorías de quienes la contradicen se han visto trastornadas; tendrán que construir otras nuevas, que la próxima obra de Hugo volverá a destruir».
Por parte del Théâtre-Français, tras la interrupción causada por la Revolución de Julio, los actores se mostraron poco dispuestos a retomar las representaciones de Hernani. Estimaban que las habían interrumpido demasiado pronto (se dejó de representar la pieza tras treinta y nueve representaciones), Hugo intentó llevarlos a juicio y les retiró el derecho a interpretar Marion de Lorme, a la que el nuevo régimen había levantado la prohibición que pesaba sobre ella.
Victor Hugo no había terminado, sin embargo, con la censura, oficialmente suprimida por el gobierno de Luis Felipe: dos años después de Hernani, una nueva obra de Hugo, El rey se divierte, tras una única representación tan tumultuosa como las de Hernani, fue prohibida por el gobierno con el motivo de que «ultrajaba la moral». Una vez más, las críticas iban dirigidas no sobre una versificación que habría sido particularmente temeraria, sino sobre las inclinaciones éticas y estéticas de la dramaturgia hugoliana que pone en pie de igualdad lo sublime y lo trivial, lo noble y lo popular, rebajando lo primero y elevando lo segundo en una vulneración del código sociocultural que  un público aristocrático o burgués sentía como una agresión. Un crítico del periódico legitimista La Quotidienne lo recordaría sin rodeos en 1838 con ocasión de otro escándalo, esta vez provocado por Ruy Blas:

Que M. Hugo ne s'y trompe pas, ses pièces trouvent plus d'opposition à son système politique qu'à son système dramatique ; on leur en veut moins de mépriser Aristote que d'insulter les rois [...] et on lui pardonnera toujours plus aisément d'imiter Shakespeare que Cromwell.
Que no se equivoque el señor Hugo, sus obras encuentran más oposición por su sistema político que por su sistema dramático; se le reprocha menos su desprecio a Aristóteles que su insulto a los reyes [...] y siempre se le perdonará mejor imitar a Shakespeare que a Cromwell.

## De la batalla a la leyenda

### Los creadores del mito
El desajuste entre la realidad de los sucesos ocurridos en torno a las representaciones de Hernani y la imagen que se ha conservado de ellos es perceptible: la posteridad recuerda el «lion» impronunciable de Mademoiselle Mars, el troncho de col de Balzac, los golpes e insultos intercambiados entre «clásicos» y «románticos» , el «escalier dérobé» con el que tropieza el verso clásico, el chaleco rojo de Gautier, etc.; mezcla de verdad y ficción que concentra en la fecha única del 25 de febrero de 1830 sucesos distribuidos a lo largo de varios meses, y que olvida que el estreno de la obra de Hugo fue, sin apenas entablar batalla, un triunfo para el líder de la estética romántica. Y aún más: la leyenda que se ha creado en torno al drama de Victor Hugo, invisibilizando las «batallas» anteriores, atribuye a los eventos que se desarrollaron a lo largo del primer semestre de 1830 una importancia muy superior a la que realmente tuvieron. Los elementos esenciales de este «mito de una gran noche cultural» fueron establecidos a lo largo del siglo XIX por testigos directos de los acontecimientos: Alejandro Dumas, Adèle Hugo y, sobre todo, Théophile Gautier, hernanista furibundo. 
Dumas evocó la batalla de Hernani en sus Memorias (1852), en las que se encuentra, sobre todo, la famosa anécdota del «lion superbe et généreux» que se negaba a pronunciar Mademoiselle Mars. Él también había tenido choques con la actriz, y también él, en marzo de 1830, tuvo dificultades con su pieza Cristina, que fue primero censurada y luego, tras introducir modificaciones, conoció un estreno turbulento. El designio de Dumas en sus Memorias era, en efecto, vincular la recepción de ambas piezas, de avalar la idea de que había habido una «batalla de Cristina» contemporánea y solidaria de la batalla de Hernani, casi reduciendo esta última a «una disputa entre el autor y los actores». Decidió contar los abucheos recibidos por Cristina, El moro de Venecia y Hernani, e hizo de su propia pieza el paradigma de las resistencias que había encontrado el movimiento romántico, tendiendo en sus Memorias a infravalorar el carácter trascendental de los hechos que se dieron en torno a las representaciones de la pieza de Hugo.
Las anécdotas novelescas de Alejandro Dumas se integraron rápidamente en la leyenda de la batalla de Hernani, pero fue con Adèle, la esposa de Hugo, cuando esta comenzó realmente a adquirir el tono épico que sería la principal característica del relato de Gautier. Tono que aparecería, sobre todo, en el texto sin depurar de la mujer del dramaturgo, puesto que el relato que fue publicado en 1863 con el título de Victor Hugo contado por un testigo de su vida, tras la relectura por parte del clan Hugo, optó por una vena novelesca que lo situaba más bien en la línea de Dumas.
Pero la principal fuente que contribuyó a fijar las imágenes de la leyenda de la batalla de Hernani hay que buscarlas en Théophile Gautier; con más precisión, en esa Historia del romanticismo cuya redacción le ocupó los últimos meses de su vida, en 1872. El íncipit de esta Historia está redactado como sigue:

De ceux qui, répondant au cor d’Hernani, s’engagèrent à sa suite dans l’âpre montagne du Romantisme et en défendirent si vaillamment les défilés contre les attaques des classiques, il ne survit qu’un petit nombre de vétérans disparaissant chaque jour comme les médaillés de Sainte-Hélène. Nous avons eu l’honneur d’être enrôlé dans ces jeunes bandes qui combattaient pour l’idéal, la poésie et la liberté de l’art, avec un enthousiasme, une bravoure et un dévouement qu’on ne connaît plus aujourd’hui.
De aquellos que, respondiendo al cuerno de Hernani, emprendieron la tarea se seguir por la dura montaña del romanticismo y que tan valerosamente defendieron sus desfiladeros contra los ataques de los clásicos, no sobrevivió más que un pequeño número de veteranos que desaparecen día a día, como los condecorados de Santa Helena. Nosotros tuvimos el honor de estar enrolados en esas jóvenes bandas que combatían por el ideal, la poesía y la libertad del arte, con un entusiasmo, una bravura y una entrega que ya no se conoce a día de hoy.

La metáfora militar y la comparación con Bonaparte se mantenían en la continuación del relato, que gustaba de poner el foco en lo pintoresco (un capítulo entero del libro está consagrado al «chaleco rojo»), y que, sobre todo, condensaba en una sola velada teatral memorable acontecimientos que tomaba prestados de otras representaciones distintas, en una evocación ampliamente idealizada de los hechos que contribuiría por tiempo indefinido a fijar en la fecha del 25 de febrero de 1830 el acto fundacional del romanticismo en Francia.

### La leyenda establecida
La percepción que los contemporáneos tuvieron de la obra se vio condicionada en seguida por la legendaria batalla que había rodeado su puesta en escena. De este modo, en 1867, estando Victor Hugo todavía exiliado en Guernesey, Napoleón III levantó la censura que pesaba sobre las obras de su opositor más célebre, y permitió que Hernani se montara de nuevo. El público, mayoritariamente compuesto de jóvenes que solo de oídas conocían los alborotos de 1830, aplaudieron ruidosamente las réplicas que habían sido (o así se suponía) abucheadas en 1830, y manifestó su desaprobación al no oír los versos esperados (el texto representado era en lo esencial el de 1830, con las modificaciones introducidas por Hugo tras las primeras funciones).
Tras François Coppée y su poema titulado «La batalla de Hernani» (1882), que «radicaliza[ba] los elementos constitutivos de la batalla», Edmond Rostand aportó su grano de arena a la construcción de la leyenda de Hernani con su poema «Una noche en Hernani: 26 de febrero de 1902», inspirado en los relatos de Gautier y de Dumas. Desde entonces, la verdadera historia de las representaciones de la obra de Victor Hugo pasó a  segundo plano, reemplazada por su reconstrucción hagiográfico-épica: cuando la Comédie-Française imprimió por su tricentenario un folleto que conmemoraba sus grandes estrenos teatrales, en la fecha de 25 de febrero de 1830 consignó no «Hernani - estreno», como había hecho con otras obras, sino «batalla de Hernani». Batalla que en 2002 fue recreada, por y para estudiantes de instituto, durante las celebraciones del bicentenario del nacimiento de Victor Hugo, y un telefilm de Jean-Daniel Vergaeghe (con guion de Claude Allègre y Jean-Claude Carrière), La batalla de Hernani, contribuía a reforzar el relato de los hechos acaecidos, ciento setenta y dos años antes, en torno al estreno de la obra de Victor Hugo.

### Relatos contemporáneos
- Alejandro Dumas, Mis Memorias (T.5, 1852)
- Théophile Gautier, Historia del romanticismo (póstumo, 1877)
- Adèle Hugo, Victor Hugo contado por un testigo de su vida (1863)

Los extractos dedicados a la la evocación de la batalla de Hernani Archivado el 22 de enero de 2009 en Wayback Machine. de estos tres textos, así como los artículos de Gautier, las cartas y las notas de Victor Hugo sobre el mismo tema, están disponibles online en el sitio del Centre Régional de Documentation Pédagogique de l'Académie de Lille, en una carpeta elaborada por Françoise Gomez.

### Análisis contemporáneos

#### Obras
- Evelyn Blewer, La Campaña de Hernani, París, Eurédit, 2002.
- Jean Gaudon, Hugo et le théâtre. Strategie et dramaturgie, París, Éditions Suger, 1985.
- Jean-Marc Hovasse, Victor Hugo, vol. I : Avant l'exil, 1802-1851, Paris, Fayard, 2001, 1366 p. (ISBN 978-2-213-61094-8)
- Florence Naugrette, El Teatro romántico, París, Seuil, coll. « Points Essais », 2001.
- Anne Ubersfeld, Le Roman d'Hernani, París, Le Mercure de Francia, 1985.
- Anne Ubersfeld, Le Drame romantique, París, Armand Colin, 1999.
- Anne Ubersfeld, Le Roi et le bouffon. Essai sur le théâtre de Hugo, París, José Corti, 2001.

#### Artículos
- Jean Gaudon,  « Sobre "Hernani" », Cahiers de l'Association internationale des études françaises, vol.35, n.º 35, 1983.
- Franck Laurent, « Le drame hugolien : un "monde sans nation" ? », Le Drame romantique. Rencontres nationales de dramaturgie du Havre, Le Havre, éditions des Quatre-vents, 1999
- Myriam Roman y Agnès Spiquel, « Hernani, récits de bataille » (2006), comunicación en el Groupe Hugo de la Universidad de París 7
- Guy Rosa, « Hugo et l'alexandrin de théâtre aux années 30 : une question secondaire» Cahiers de l’Association des Études Françaises, n.º 52, 2000
- Jean-Marie Thomasseau, « Le théâtre et la mise en scène au XIXe siècle », in Patrick Berthier et Michel Jarrety (dir.), Histoire de la France littéraire, T.3., Modernités, P.U.F., Quadrige, 2006
- Jean-Marie Thomasseau, « Le vers noble ou les chiens noirs de la prose », Le Drame romantique. Rencontres nationales de dramaturgie du Havre, Le Havre, éditions des Quatre-vents, 1999
- Anne Ubersfeld, « Le moi et l'histoire », in Jacqueline de jomaron (dir.), Le Théâtre en France, Le Livre de poche, coll. « La pochothèque », París, 1992
- Sylvie Vielledent, « Les Parodies d'Hernani » (1999), artículo publicado en el sitio del « Groupe Hugo » de la Universidad de París 7

### Película (telefilm)
- La Batalla de Hernani